# Roswell (Dakota Południowa)
Roswell – miasto w Stanach Zjednoczonych, w stanie Dakota Południowa, w hrabstwie Miner.